# Norra Sandskogen
Norra Sandskogen är ett kommunalt naturreservat strax öster om Ystad i Ystads kommun i Skåne län.
Området är naturskyddat sedan 2007 och är 208 hektar stort. Reservatet består huvudsakligen av tallklädda sanddyner.